# Con Calma
"Con Calma" (tiếng Việt: "Bình tĩnh") là một bài hát của rapper người Puerto Rico Daddy Yankee kết hợp với rapper người Canada Snow. Đĩa đơn đã được phát hành vào ngày 24 tháng 1 năm 2019, bởi El Cartel Records cùng với một video âm nhạc do  Marlon Peña đạo diễn và được quay ở Los Angeles và Toronto, trong đó có một nhân vật biểu tượng cảm xúc Memoji (Animoji) của Daddy Yankee đang nhảy cùng một đoàn làm phim. Bài hát được viết bởi Daddy Yankee, Snow, Michael Grier, Edmond Leary, MC Shan, Terri Moltke và Play-N-Skillz, sản xuất bởi bộ đôi sản xuất người Mỹ Play-N-Skillz và đồng sản xuất bởi David "Scott Summers" Macias. Phiên bản phối lại có sự góp mặt của ca sĩ người Mỹ Katy Perry được phát hành vào ngày 19 tháng 4 năm 2019. Bài hát cũng được sử dụng trong bộ phim Spies in Disguise năm 2019.
Đây là một bản nhạc untempo electronics và dancehall với ca từ hát về "một người phụ nữ thể hiện sự quyến rũ của mình và khiêu vũ rất tốt". Về mặt thương mại, bài hát đứng đầu bảng xếp hạng của 20 quốc gia và lọt vào top 10 của 10 quốc gia khác. Tại Hoa Kỳ, "Con Calma" đã đứng đầu bảng xếp hạng Hot Latin Songs trong 14 tuần. Ở thị trường châu Âu, đĩa đơn này đạt vị trí số một ở Cộng hòa Séc, Ý, Hà Lan, Slovenia và Tây Ban Nha, lọt vào top 5 ở Bỉ, Ba Lan và Thụy Sĩ. Bài hát cũng trở thành quán quân lâu nhất trên Argentina Hot 100, với 10 tuần đứng ở vị trí thứ nhất.

## Phiên bản phối lại
Không lâu sau ngày 20 tháng 3 năm 2019, Daddy Yankee đã "tìm kiếm yếu tố bất ngờ" nhưng nghĩ rằng việc giới thiệu "một người nào đó từ văn hóa thành thị [có thể] dự đoán được". Doanh nhân Charles Chavez sống tại California, quản lý của rapper người Mỹ Pitbull từ năm 2007 đến năm 2015, đã giới thiệu Play-N-Skillz với ca sĩ người Mỹ Katy Perry. Chưa đầy 24 giờ sau, bộ đôi đã bay từ Miami đến Los Angeles để thực hiện phiên bản này với Katy Perry, người đã thu âm toàn bộ giọng hát của cô trong một đêm.
Vào ngày 17 tháng 4 năm 2019, chưa đầy ba tháng sau khi phát hành phiên bản gốc, Daddy Yankee đã đăng một video trên Instagram, thông báo anh ấy đang lắng nghe những dòng tâm sự của Perry và hỏi người hâm mộ của anh ấy khi nào nên phát hành phiên bản mới. Phiên bản phối lại được viết bởi Daddy Yankee, Snow, Juan "Gaby Music" Rivera và Katy Perry, sản xuất bởi Play-N-Skillz, Daddy Yankee và đồng sản xuất bởi David "Scott Summers" Macias Edmond Daryll Leary, Michael Grier, Shawn Leigh Moltke và Terri Moltke đã được ghi danh trong danh mục sáng tác cho tác phẩm "Informer" của họ.

## Xếp hạng
| Bảng xếp hạng (2019–2020)                               | Vị trí cao nhất |
| ------------------------------------------------------- | --------------- |
| Argentina Hot 100 (Billboard)                           | 1               |
| Áo (Ö3 Austria Top 40)                                  | 7               |
| Bỉ (Ultratop 50 Flanders)                               | 6               |
| Bỉ (Ultratop 50 Wallonia)                               | 2               |
| Bolivia (Monitor Latino)                                | 1               |
| Brazil Pop International Airplay (Crowley)              | 8               |
| Canada (Canadian Hot 100)                               | 6               |
| Canada AC (Billboard)                                   | 28              |
| Canada CHR/Top 40 (Billboard)                           | 14              |
| Canada Hot AC (Billboard)                               | 35              |
| Chile (Monitor Latino)                                  | 1               |
| China Foreign Songs (Billboard)                         | 14              |
| Colombia (National-Report)                              | 1               |
| Costa Rica (Monitor Latino)                             | 1               |
| CIS (Tophit) Remix version                              | 2               |
| Croatia (HRT)                                           | 13              |
| Cộng hòa Séc (Rádio Top 100)                            | 1               |
| Cộng hòa Séc (Singles Digitál Top 100)                  | 17              |
| Denmark (Tracklisten)                                   | 37              |
| Dominican Republic (Monitor Latino)                     | 4               |
| Ecuador (Monitor Latino)                                | 1               |
| El Salvador (Monitor Latino)                            | 2               |
| Phần Lan (Suomen virallinen lista)                      | 13              |
| France (SNEP)                                           | 7               |
| Đức (GfK)                                               | 6               |
| Greece (IFPI)                                           | 10              |
| Guatemala (Monitor Latino)                              | 1               |
| Honduras (Monitor Latino)                               | 1               |
| Hungary (Dance Top 40)                                  | 1               |
| Hungary (Rádiós Top 40)                                 | 2               |
| Hungary (Single Top 40)                                 | 5               |
| Hungary (Stream Top 40)                                 | 6               |
| Ireland (IRMA)                                          | 43              |
| Italy (FIMI)                                            | 1               |
| Lithuania (AGATA)                                       | 18              |
| Mexico Airplay (Billboard)                              | 1               |
| Mexico Streaming (AMPROFON)                             | 1               |
| Hà Lan (Dutch Top 40)                                   | 1               |
| Hà Lan (Single Top 100)                                 | 4               |
| New Zealand Hot Singles (RMNZ)                          | 33              |
| New Zealand Hot Singles (RMNZ) Remix version            | 40              |
| Nicaragua (Monitor Latino)                              | 1               |
| Panama (Monitor Latino)                                 | 1               |
| Paraguay (Monitor Latino)                               | 1               |
| Paraguay (SGP)                                          | 56              |
| Peru (Monitor Latino)                                   | 1               |
| Ba Lan (Polish Airplay Top 100)                         | 2               |
| Bồ Đào Nha (AFP)                                        | 6               |
| Puerto Rico (Monitor Latino)                            | 1               |
| Romania (Airplay 100)                                   | 2               |
| Nga Airplay (Tophit) Remix version                      | 2               |
| Serbia (Radiomonitor)                                   | 1               |
| Slovakia (Rádio Top 100)                                | 8               |
| Slovakia (Singles Digitál Top 100)                      | 11              |
| Slovenia (SloTop50)                                     | 1               |
| Spain (PROMUSICAE)                                      | 1               |
| Sweden (Sverigetopplistan)                              | 21              |
| Thụy Sĩ (Schweizer Hitparade)                           | 2               |
| Anh Quốc (OCC)                                          | 66              |
| Ukraina Airplay (Tophit) Remix version                  | 13              |
| Uruguay (Monitor Latino)                                | 1               |
| Hoa Kỳ Billboard Hot 100                                | 22              |
| Hoa Kỳ Dance/Mix Show Airplay (Billboard) Remix version | 36              |
| Hoa Kỳ Dance Club Songs (Billboard) Remix version       | 43              |
| Hoa Kỳ Hot Latin Songs (Billboard)                      | 1               |
| Hoa Kỳ Latin Airplay (Billboard)                        | 1               |
| Hoa Kỳ Hot Rap Songs (Billboard)                        | 19              |
| Hoa Kỳ Pop Airplay (Billboard) Remix version            | 19              |
| Hoa Kỳ Rhythmic (Billboard) Remix version               | 17              |
| US Rolling Stone Top 100                                | 84              |
| Venezuela (Monitor Latino)                              | 1               |

| Bảng xếp hạng (2019)                   | Vị trí cao nhất |
| -------------------------------------- | --------------- |
| Argentina (CAPIF)                      | 1               |
| Russia Airplay (Tophit) Remix version  | 3               |
| Slovenia (SloTop50)                    | 1               |
| Ukraine Airplay (Tophit) Remix version | 21              |

| Bảng xếp hạng (2019)                | Vị trí |
| ----------------------------------- | ------ |
| Argentina (Monitor Latino)          | 2      |
| Austria (Ö3 Austria Top 40)         | 18     |
| Belgium (Ultratop Flanders)         | 13     |
| Belgium (Ultratop Wallonia)         | 12     |
| Bolivia (Monitor Latino)            | 1      |
| Canada (Canadian Hot 100)           | 27     |
| CIS (Tophit)                        | 15     |
| Chile (Monitor Latino)              | 2      |
| Colombia (Monitor Latino)           | 2      |
| Costa Rica (Monitor Latino)         | 2      |
| Dominican Republic (Monitor Latino) | 6      |
| Ecuador (Monitor Latino)            | 1      |
| El Salvador (Monitor Latino)        | 2      |
| France (SNEP)                       | 17     |
| Germany (Official German Charts)    | 11     |
| Guatemala (Monitor Latino)          | 1      |
| Honduras (Monitor Latino)           | 1      |
| Hungary (Dance Top 40)              | 10     |
| Hungary (Rádiós Top 40)             | 10     |
| Hungary (Single Top 40)             | 19     |
| Italy (FIMI)                        | 7      |
| Mexico (Monitor Latino)             | 1      |
| Netherlands (Dutch Top 40)          | 7      |
| Netherlands (Single Top 100)        | 14     |
| Nicaragua (Monitor Latino)          | 1      |
| Panama (Monitor Latino)             | 1      |
| Paraguay (Monitor Latino)           | 1      |
| Paraguay (SGP)                      | 56     |
| Peru (Monitor Latino)               | 1      |
| Poland (ZPAV)                       | 9      |
| Portugal (AFP)                      | 11     |
| Puerto Rico (Monitor Latino)        | 1      |
| Romania (Airplay 100)               | 10     |
| Russia Airplay (Tophit)             | 16     |
| Slovenia (SloTop50)                 | 4      |
| Sweden (Sverigetopplistan)          | 65     |
| Switzerland (Schweizer Hitparade)   | 9      |
| Ukraine Airplay (Tophit)            | 82     |
| Uruguay (Monitor Latino)            | 3      |
| US Billboard Hot 100                | 65     |
| US Hot Latin Songs (Billboard)      | 3      |
| US Latin Airplay (Billboard)        | 1      |
| Venezuela (Monitor Latino)          | 2      |

| Bảng xếp hạng (2020)               | Vị trí |
| ---------------------------------- | ------ |
| Argentina Airplay (Monitor Latino) | 38     |
| Hungary (Dance Top 40)             | 5      |
| Hungary (Rádiós Top 40)            | 28     |

## Chứng nhận
| Quốc gia | Chứng nhận            | Số đơn vị/doanh số chứng nhận |
| --- | --------------------- | ----------------------------- |
| Bỉ (BEA) | Platinum              | 40.000‡                       |
| Brasil (Pro-Música Brasil)                                                                                  | 2× Platinum           | 80.000‡                       |
| Canada (Music Canada)                                                                                       | 3× Platinum           | 240.000‡                      |
| Đan Mạch (IFPI Đan Mạch)                                                                                    | Gold                  | 45.000‡                       |
| Pháp (SNEP)                                                                                                 | Diamond               | 333.333‡                      |
| Đức (BVMI)                                                                                                  | Gold                  | 150.000‡                      |
| Ý (FIMI) | 4× Platinum           | 200.000‡                      |
| Ba Lan (ZPAV)                                                                                               | 2× Platinum           | 40.000‡                       |
| Bồ Đào Nha (AFP)                                                                                            | 2× Platinum           | 20.000‡                       |
| Tây Ban Nha (PROMUSICAE)                                                                                    | 6× Platinum           | 240.000‡                      |
| Thụy Điển (GLF)                                                                                             | Platinum              | 8.000.000                     |
| Hoa Kỳ (RIAA)                                                                                               | 41× Platinum (Latinh) | 2.460.000‡                    |
| ‡ Chứng nhận dựa theo doanh số tiêu thụ và phát trực tuyến. · Chứng nhận dựa theo doanh số phát trực tuyến. |                       |                               |

## Lịch sử phát hành
| Quốc gia | Ngày                | Định dạng                       | Phiên bản  | Hãng đĩa          | Nguồn   |
| -------- | ------------------- | ------------------------------- | ---------- | ----------------- | ------- |
| Hoa Kỳ   | 24 tháng 1 năm 2019 | Tải kỹ thuật số phát trực tuyến | Nguyên bản | El Cartel         | [ 138 ] |
| Hoa Kỳ   | 19 tháng 4 năm 2019 | Tải kỹ thuật số phát trực tuyến | Phối lại   | El Cartel Capitol | [ 139 ] |
| Hoa Kỳ   | 23 tháng 4 năm 2019 | Contemporary hit radio          | Phối lại   | El Cartel Capitol | [ 140 ] |